# وحدة ليل الحضرية
تشير وحدة ليل الحضرية، وفقًا للمعهد الوطني للإحصاء والدراسات الاقتصادية (Insee)، إلى جميع البلديات التي تتمتع باستمرارية البناء حول مدينة ليل. تجمع هذه الوحدة الحضرية، أو التجمع السكاني بالمعنى العام، 1,058,439 نسمة في 60 بلدية على مساحة تبلغ 446.70 كيلومتر مربع. تُعد هذه الوحدة خامس أكبر تجمع سكاني من حيث عدد السكان في فرنسا في عام 2021.